# Charge de travail
Ne doit pas être confondu avec le terme informatique workload qui peut désigner une capacité informatique (calcul, stockage...) située dans le Cloud
En ergonomie, la charge de travail est le coût d'une activité. 
On distingue classiquement la charge physique et la charge mentale de travail. Ainsi, c’est le niveau de sollicitation des ressources cognitives lors de la réalisation d'une tâche qui a été conceptualisé par la notion de charge cognitive. Une définition a minima de cette charge mentale est, selon Cegarra et Chevalier, « le rapport entre la demande de la tâche et les ressources disponibles ».
Selon Jacques Leplat, « le travail est une activité et la charge de travail représente ce que coûte cette activité à celui qui la pratique. » Leplat définit donc la charge mentale comme les ressources cognitives mobilisées par l’opérateur lui permettant de répondre aux exigences de la tâche.
Par la suite, Meshkati (1988, p. 309) considère qu'elle reflète « l'interaction d'éléments tels que les demandes des tâches et du système, les capacités de traitement et d'effort de l'opérateur, les critères de performance subjectifs, le comportement de traitement de l'information, les stratégies de l'opérateur et, la formation ainsi que l'expérience antérieure des opérateurs ».
Dans les années 2000, Wickens (2000) dit qu'il faut considérer les relations entre l’offre (ressources disponibles) et la demande (exigences). Cela implique d'admettre l'importance des variations de charge mentale ressentie par l’opérateur au cours de l’exécution d'une même tâche. Le concept, s'il gagne en clarté, n'en devient pas moins labile selon Martin et al.
On parle de surcharge de travail et de sous-charge de travail.
Il y a surcharge de travail lorsque les ressources de l'opérateur sont dépassées par le coût que nécessite le travail. Ce coût peut être influencé par les limites propres à l'opérateur.
Il y a sous-charge de travail lorsque l'opérateur ne dispose pas de suffisamment de travail pour maintenir son attention.

## Charge physique globale de travail
Selon l'INRS, trois catégories de méthodes peuvent être déployées pour mesurer la charge de travail,. 
- Les évaluations par observation
- Les évaluations subjectives, faisant appel au jugement du travailleur
- Les évaluations métrologiques, qui s'appuient sur de mesures physiologiques.

La charge physique peut être mesurée objectivement (évaluation métrologique) par exemple en analysant la fréquence cardiaque ou la consommation d’oxygène.

## Charge mentale de travail
Martin considère que la charge mentale peut être définie comme la résultante de l’ajustement entre ressources cognitives et exigences de la tâche pour un objectif fixé.
Pour mesurer la charge mentale, différentes méthodes ont été classiquement mobilisées. On peut les classer en trois catégories :
- les méthodes basées sur les corrélations ;
- les méthodes basées sur la double tâche ;
- les méthodes d'évaluation subjective.

Selon Michel Gendrier, en ergomotricité, on évalue le niveau d'exigence énergétique de la tâche par rapport à la capacité énergétique du sujet. En fonction des résultats, on diminue les exigences énergétiques de la tâche par une organisation du poste de travail et on augmente les capacités énergétiques du sujet par des savoir-faire.
Il y a de nombreux déterminants de la charge de travail : l'activité, les conditions de sa réalisation, mais également les formes d'autonomie ou encore le poids du hors-travail. La qualité des moyens d'expression, d'en débattre, est aussi déterminant dans la régulation de la charge.